# Верхний Шурняк
 Верхний Шурняк  — деревня в Елабужском районе Татарстана. Входит в состав Большешурнякского сельского поселения.

## География
Находится в северной части Татарстана на расстоянии приблизительно 26 км на северо-запад по прямой от районного центра города Елабуга.

## История
Основана в XVIII веке. Упоминалось также как Малый Шурняк. В советское время работали колхозы имени Чапаева, "Правда", совхоз "Кировский", ныне действует СПК "Шурняк".

## Население
Постоянных жителей было в 1887 году — 537, в 1920—732, в 1926—780, в 1938—591, в 1949—357, в 1958—265, в 1970—291, в 1979—112, в 1989 — 58. Постоянное население составляло 39 человек (татары 28 %, кряшены 36 %) в 2002 году, 28 в 2010. В 2017 году отмечалось, что этнический состав населения следующий: кряшены 94%, русские 6%.